# Generalporočnik (Kanada)
Generalporočnik (angleško Lieutenant-General, okrajšava: LGen in francosko Lieutenant-général, okrajšava: Lgén) je drugi najvišji vojaški čin v Kanadskih oboroženih silah za pripadnika Kanadska kopenska vojska in Kraljevo kanadsko vojno letalstvo.
Čin generalporočnika je enakovreden činu viceadmirala v Kraljeva kanadska vojna mornarica in do leta 1968, ko je bila izvršena unifikacija Kanadskih oboroženih sil, tudi činu zračnega maršala (Air Marshal) v Kraljevem kanadskem vojnem letalstvu. Nižji čin je generalmajor in višji čin je general. 
Oznaka čina je:
- epoleta ali naprsna oznaka: na kateri se nahaja krona svetega Edvarda, prekrižana sablja in maršalska palica ter trije trikotno razporejeni javorjevi listi[1];
- narokavna oznaka: ena široka črta;
- šilt na službenem pokrivalu ima dve vrsti zlatih hrastovih listov (kopenska vojska) oz. zlata obroba na koncih pokrivalih za ušesa (vojno letalstvo).

V skladu s Natovim standardom STANAG 2116 čin spada v razred OF-8 in velja za trizvezdni čin, kljub temu da ima oznaka namesto zvezd javorjeve liste.

## Galerija

### Oznake čina generalporočnika Kanadska kopenska vojska
- Oznake čina generalporočnika Kanadska kopenska vojska
- Tunika paradne uniforme - rama
- Tunika paradne uniforme - rokav

### Oznake čina generalporočnika Kraljevo kanadsko vojno letalstvo
- Oznake čina generalporočnika Kraljevo kanadsko vojno letalstvo
- Tunika paradne uniforme - rama
- Tunika paradne uniforme - rokav

## Načini nazivanja
Generalporočniki so ustno nazvani kot General in ime, kot so tudi vsi ostali častniki z generalskim činom; po tem uvodnem nazivu pa se uporablja Sir (gospod) oz. Ma'am (gospa). V francoščini podrejeni po uvodnem nazivu uporabljajo mon général (moj general). Generalporočniki so po navadi upravičeni do uporabe štabnega avtomobila. 

## Položaji
Generalporočniki po navadi zasedajo samo najvišje poveljniške oz. administrativne položaje, saj ima čin generala le načelnik Obrambnega štaba; tako so po navadi na položaju:
- podnačelnik Obrambnega štaba (Kanada) (Vice-Chief of the Defence Staff; VCDS);
- namestnik načelnika Obrambnega štaba (Kanada) (Deputy Chief of the Defence Staff; DCDS);
- poveljnik operativnega poveljstva (npr. Kanadsko poveljstvo);
- načelnik Zemeljskega štaba (Kanada) (Chief of the Land Staff), načelnik Zračnega štaba (Kanada) (Chief of the Air Staff);
- pomočnik namestnika ministra za nacionalno obrambo;
- poveljnik ali predstavnik mednarodne sile, zveze ali organizacije.

Trenutno (1. april 2009) imajo čin generalporočnika naslednji vojaki:
- načelnik Zemeljskega štaba: P.J. Devlin[3]
- načelnik Zračnega štaba: Angus Watt, CMM, CD[4]
- poveljnik, Kanadsko poveljstvo: Marc Dumais, CMM, CD[5]
- poveljnik, Poveljstvo Kanadske ekspedicijske sile (Canadian Expeditionary Force Command; Comd CEFCOM): Michel Gauthier, CMM, MSC, CD[6]
- namestnik poveljnika, North American Aerospace Defence Command (NORAD): Charlie Bouchard, CMM, MSC, CD[7]
- načelnik štaba, Headquarters Supreme Allied Commander Transformation (COS HQ SACT), NATO: Jan Arp, CMM, CD[8]
- kanadski vojaški predstavnik pri Natu (Canadian Military Representative to NATO; CANMILREP NATO): Christopher Davis, CD[9]

Novembra 2009 je bil princ Charles Valižanski imenovan za častnega generalporočnika Zemeljskega in Zračnega poveljstva Kanadskih oboroženih sil.